# Dasypoda patinyi
Dasypoda patinyi là một loài ong trong họ Melittidae. Loài này được Michez miêu tả khoa học đầu tiên năm 2002.